# اتین دیدوت
اتین دیدوت (انگلیسی: Étienne Didot؛ زادهٔ ۲۴ ژوئیهٔ ۱۹۸۳) بازیکن فوتبال سابق اهل فرانسه است که عمدتاً به عنوان هافبک میانی بازی کرده است.
از باشگاه‌هایی که در آن بازی کرده‌است می‌توان به باشگاه فوتبال رن، باشگاه فوتبال گنگام، و باشگاه فوتبال تولوز اشاره کرد.
وی همچنین در تیم ملی فوتبال زیر ۲۱ سال فرانسه بازی کرده‌است.